# 马大帅
马大帅是中国大陆拍摄的一部电视连续剧，同时也是剧中男主角的名字。电视剧《马大帅》共分为3部（《马大帅I》2003年，《马大帅II》2004年，《马大帅III》2005年），由著名小品演员赵本山担当制片人、兼任导演并领衔主演，其他的演员还包括：范伟、王雅婕等。
《马大帅》反映中国东北农民生活，趙本山的團隊以辽北铁岭方言演出，主要讲述了主角马大帅从农村进入城市创业的艰辛历程。该片故事情节曲折，人物形象生动，语言朴素幽默，成为深受电视观众喜爱的喜剧作品。

## 主要人物和演员
- 马大帅，赵本山饰，农民，马小翠的父亲
- 余富贵，王晓曦饰，村长
- 余德财，安三饰，余富贵的儿子
- 范德彪，范伟饰，歌厅保镖，马小翠的舅舅 ，马大帅的小舅子。
- 吴总，邓小林饰，歌厅总经理
- 马小翠，孟真饰
- 王玉芬，王雅婕/艾敬饰，牛二的前妻
- 牛二，张晓光饰，玉芬的前夫
- 桂英，高明娥饰，小饭馆女老板
- 阿薇，关婷娜饰，歌厅部门经理
- 小芸，曹佳睿饰，歌厅女招待
- 李升，何庆魁饰，卖艺人
- 赵钢（钢子），赵钢饰，四马路地头蛇
- 伍子，臧启武饰 ，刚子的伙伴
- 老疤，林兵饰，地头蛇，钢子的仇人
- 钱老板，蔡晓楼饰，范德彪的熟人
- 高强，王成权饰，高局长的儿子
- 高局长，杨柏森饰，退休文化局长
- 王老板，王奉友饰，拳击手的父亲
- 苏老太，付亚男饰，孤寡老人

## 剧中曲目
剧中音乐版权提供：北京乐音飞扬文化传媒有限公司
片头主题歌《生活就是这么怪》
作词：周乃方、杨柏森
作曲：杨柏森
演唱：赵本山
片尾主题歌《活出个样来给自己看》
作词：单丹
作曲：杨柏森
演唱：衡越
音乐编辑：张征

## 故事情节

### 《马大帅》（第一部）
马大帅贪图村长家地位，将女儿马小翠嫁给村长被戏称为茄子苞的丑儿子余德财，婚礼那天马小翠逃走，只身进城投靠在城里的维多利亚娱乐广场当保镖的舅舅范德彪。马大帅进城寻找小翠，猜测她是进城投靠范德彪去了，但是只知道范德彪之前是在一家饭店当厨师，途中又把地址弄丢了，一路遭遇不幸，还进了看守所。好在警察看到德彪的寻人启事后消除了误会，马大帅被德彪接回了自己租在铁路旁的住处。此时德彪已经求吴总安排小翠在歌厅工作，而且吴总看上了小翠。德彪也希望小翠嫁给吴总，于是就设法阻拦马大帅见到小翠，以防他把小翠带回村里。马大帅在妻子，即范德彪的姐姐去世之后，追求与犯事出狱的牛二离异的玉芬。玉芬被前夫牛二纠缠，跑到城里去找马大帅，先找到了范德彪，后见到投靠范的马大帅。范德彪误以为玉芬对自己有意思，就骗马大帅说玉芬是来找他的，马大帅又是纳闷又是生气，玉芬怎么会和范德彪好上。马大帅找到了小翠，但是小翠表示坚决不回去。范德彪说服马大帅留在城里，并介绍到维多利亚的澡堂搓澡。小翠受到了吴总的照顾，但引起了领班阿薇的嫉妒。
牛二进城找到正在维多利亚工作的玉芬，被范德彪赶走。小翠因为赵钢在客人耍流氓时英雄救美，开始喜欢上了他，了解到因为让自己的弟弟染上毒瘾，赵钢和一个叫老疤的倒腾毒品的人成了仇人。另一边，吴总听从范德彪建议，将小翠调到办公室。余村长领着儿子找到城里索要彩礼钱，扭住了马大帅。范德彪出来解围，找吴总借来3万元，还给村长，退了亲，还回了趟老家显摆了一番。一天趁范德彪不在家，马大帅实在忍不住了，问玉芬到底喜欢谁，玉芬表明了对马大帅的心意。马大帅一时冲动想和玉芬办事，但是被突然到来的小翠打断了。玉芬跟范德彪说自己心里另有他人了，德彪痛苦得把自己灌醉了，但是他不知道这个人就是马大帅，又不敢面对现实，三番五次向玉芬确认，甚至拉上自己看不上却对自己有意思的饭店老板桂英，试图引起玉芬的嫉妒。吴总带小翠外出，马大帅感觉吴总没安好心。范德彪认为吴总是大老板，明媒正娶小翠是好事，试图说服马大帅，但是马大帅觉得两个人年龄不般配。
吴总发现小翠被一个骑摩托车的男人送回来，就问小翠是不是有朋友，小翠矢口否认，他把这件事告诉了范德彪。一天吴总带小翠去游泳，遇上了骑摩托车的赵钢。小翠甩了吴总，跟赵钢骑摩托车去看赵钢在戒毒所的弟弟。马大帅因为失误连连，被餐厅辞退，德彪安排他去催帐。马大帅遇到之前自己帮过的流浪儿，认他们作干儿子，带领他们一起讨账，但因为法律不允许催账，被警察带走教育了一番。催账这份工作也做不成了，马大帅把孩子们带到了范德彪的出租屋住。范德彪告诉马大帅小翠和奇怪的人谈恋爱，于是马大帅让小翠把钢子带来见面，对他印象不错。牛二闯进来，马大帅与他扭打起来，混乱中玉芬的腰被牛二撞伤。牛二逃跑，马大帅背着玉芬上医院。为了筹集住院费，马大帅去哭丧。范德彪带着鲜花来医院看玉芬，玉芬告诉德彪她早就跟马大帅好了。
小翠辞职了，吴总很难过，给范德彪打电话。范德彪也因为玉芬不喜欢他发愁喝酒，不接电话，回到歌厅之后，还对吴总发酒疯。第二天醒来，范德彪十分后悔，他想试探吴总，向他提出辞职，没想到吴总当场答应了。于是范德彪失业了，这时村长带着好几个年轻人来投奔范德彪，因为他回村子里的时候对他们打过保票，说要进城发财就找他。范德彪带着乡亲成立了股份公司，钱老板指给德彪一个水坑，说交八万元订金，就可以开发垂钓园。乡亲们觉得这是赚钱的机会，拿出自己的家底交给德彪作订金。马大帅接了一个心理治疗的活，冒充文化局干部，陪退休老局长聊天，被老局长识破。之后马大帅又接了个拳击陪练的活，随着技艺的熟练，他反而比对方更强了，对方也终于意识到自己不擅长拳击，放弃了这份执念，但是马大帅也失业了。
钢子征求马大帅意见，他要跟小翠结婚，马大帅让钢子等一等。牛二来医院捣乱，学习到格斗技艺的马大帅把牛二打跑了。钢子的弟弟在戒毒所犯了毒瘾而自杀，于是钢子去找老疤寻仇。老疤逃走了，但是他怀恨在心，绑架了小翠，钢子去救小翠，马大帅硬是跟了过去。马大帅找到了小翠，用格斗技术救出了她。钢子被引到了陷阱中，被老疤一边的人团团围住，但是反客为主制住了老疤，他不顾老疤求饶把老疤打死了。范德彪发现垂钓园被政府征用，钱老板也携款失踪。范德彪找不到钱老板，自己也躲藏起来，以替人换石油气罐为生。玉芬也出院了。小翠被老疤绑架，马大帅及时赶到，营救了小翠。范德彪吐血，去医院检查，被诊断癌症。桂英追到范德彪，德彪拒绝了桂英。马大帅找到范德彪，陪他去医院重新检查，原来是肺吸虫病，不是癌症。范德彪放弃了自己不切实际的期望，接受了平常的生活，回到桂英身边，在小饭馆里炒菜。钢子畏罪潜逃，他很想见到小翠，带她一起走，但在马大帅的劝说下选择了自首。